# Station Chalon-sur-Saône
Station Chalon-sur-Saône is een spoorwegstation in de Franse gemeente Chalon-sur-Saône.
Chalon-sur-Saône werd in 1849 aangesloten op het spoorwegnetwerk.